# Spinotarsus apertus
Spinotarsus apertus är en mångfotingart som beskrevs av Kraus 1960. Spinotarsus apertus ingår i släktet Spinotarsus och familjen Odontopygidae. Inga underarter finns listade i Catalogue of Life.